# 伊万诺夫斯科耶区
伊万诺夫斯科耶区（俄語：район Ивановское）是莫斯科东行政区的一区，面积10.19平方公里，人口125,062人。它与东伊兹迈洛沃区、列乌托夫、韦什尼亚基区、新吉列耶沃区、佩罗沃区和伊兹迈洛沃区接壤。在这个区的领土上没有地铁站。